# Feule
Feule é uma comuna francesa na região administrativa de Borgonha-Franco-Condado, no departamento de Doubs. Estende-se por uma área de 3,76 km². Em 2010 a comuna tinha 178 habitantes (densidade: 47,3 hab./km²).